# Szent Miklós-fatemplom (Gyepüsolymos)
A gyepüsolymosi Szent Miklós-fatemplom műemlékké nyilvánított épület Romániában, Bihar megyében. A romániai műemlékek jegyzékében a  BH-II-m-B-01210 sorszámon szerepel.